# Tetrapterys calophylla
Tetrapterys calophylla är en tvåhjärtbladig växtart som beskrevs av Adrien Henri Laurent de Jussieu. Tetrapterys calophylla ingår i släktet Tetrapterys och familjen Malpighiaceae.

## Underarter
Arten delas in i följande underarter:
- T. c. boliviana
- T. c. glabrior